# 谷川一男
谷川 一男（たにがわ / たにかわ かずお、1899年（明治32年）9月11日 - 1954年（昭和29年）1月17日）は、日本の陸軍軍人。最終階級は陸軍少将。

## 経歴
福岡県出身。測量業・谷川常吉の息子として生まれる。小倉中学校（現福岡県立小倉高等学校）を経て、1921年（大正10年）7月、陸軍士官学校（33期）を卒業。同年10月、騎兵少尉に任官し騎兵第5連隊付となる。1924年（大正13年）10月、騎兵中尉に昇進し、1926年（大正15年）2月、兵科を航空兵に転科し航空兵中尉に任官。1929年（昭和4年）11月、陸軍大学校（41期）を卒業した。
1930年（昭和5年）12月、下志津陸軍飛行学校教官に就任。1931年（昭和6年）12月、参謀本部付勤務となり、参謀本部員、陸軍省軍務局課員、ソ連・ポーランド駐在、参謀本部員を務め、1936年（昭和11年）8月、航空兵少佐に進級。1937年（昭和12年）8月、ソ連大使館付武官補佐官に発令され、1938年（昭和13年）3月、航空兵中佐に昇進。1939年（昭和14年）1月、参謀本部員に転じて帰国。1940年（昭和15年）7月から8月まで、仏印・タイ・マレーに出張した。同年12月、陸大教官に就任し、1941年（昭和16年）3月、陸軍大佐に進んだ。
1941年7月、第23軍司令部付に発令され日中戦争に出征。同年9月、大本営幕僚部付となり、同年11月、南方軍参謀兼連合艦隊参謀に発令され太平洋戦争に出征。1942年（昭和17年）4月、航空兵団参謀に発令され満州に赴任。同年6月、組織改編により第2航空軍参謀に就任。1943年（昭和18年）1月、第8方面軍参謀に発令されニューブリテン島ラバウルに赴任。1945年（昭和20年）2月、大本営付に発令され帰国。同年3月、大本営陸軍部参謀兼連合艦隊参謀副長に就任し、同月、陸軍少将に進み終戦を迎えた。同年8月、憲兵司令部付となり、同年11月に復員した。
1947年（昭和22年）11月28日、公職追放仮指定を受けた。

### 戦後の活動
終戦後は、連合国軍総司令部（GHQ）による刀剣類の接収と文化財保護政策の過程で、日本刀の保存・活用に尽力した。特に、戦後の航空自衛隊創設に際しては、航空戦力の必要性を政府関係者に提言し、旧陸軍・旧海軍双方の人脈を活かして研究会や政策提言活動を行った。

## 伝記
- 谷川敏『追想陸軍少将谷川一男』谷川敏、1991年。

## 親族
- 長男 谷川敏（陸軍大尉）[1]